# Lundong
Lundong is een bestuurslaag in het regentschap Kebumen van de provincie Midden-Java, Indonesië. Lundong telt 2042 inwoners (volkstelling 2010).